# HTC Canary
HTC Canary（研發代號），是台灣宏達電公司所推出的全球第一款微軟智慧型手機，2002年10月23日以Orange SPV的身份在倫敦正式公開，引發全球通訊業界的高度矚目。2003年8月15日大陸多普達通訊與微軟又再度推出記憶體升級至64MB的HTC Canary，即全球首部採用中文Windows Mobile 2003的智慧型手機Dopod 515。客製版本Qtek 6080，Dopod 515，Orange SPV。

## Canary技術規格
- 處理器：TI OMAP710 133MHz
- 作業系統：Microsoft SmartPhone 2002
- 記憶體：ROM：32MB，RAM：16MB
- 尺寸：119.8 毫米 X 50.1 毫米 X 23.5 毫米
- 重量：126.5g（含電池）
- 螢幕：QCIF 解析度、2.2 吋 TFT-LCD 螢幕
- 網路：GSM/GPRS
- 相機：可外接，32萬像素
- 電池：1100mAh充電式鋰或鋰聚合物電池

## Canary升級版技術規格
- 處理器：TI OMAP710 133MHz
- 作業系統：Windows Mobile 2003 SmartPhone Edition
- 記憶體：ROM：32MB，RAM：32MB
- 尺寸：119.8mm X 50.1mm X 23.5mm
- 重量：126.5g（含電池）
- 螢幕：QCIF 解析度、2.2 吋 TFT-LCD 平面式觸控感應螢幕
- 網路：GSM/GPRS
- 相機：可外接，32萬像素
- 電池：1100mAh充電式鋰或鋰聚合物電池

## 外部連結
- HTC（页面存档备份，存于）
- Qtek
- Dopod